# تپه ناصروند ۲
تپه ناصروند ۲ مربوط به دوره نوسنگی - مس و سنگ است و در شهرستان خرم‌آباد، بخش مرکزی، دهستان کرگاه شرقی، روستای ناصروند واقع شده و این اثر در تاریخ ۲۲ اسفند ۱۳۸۵ با شمارهٔ ثبت ۱۸۱۸۶ به‌عنوان یکی از آثار ملی ایران به ثبت رسیده است.